# Kengo Kōra
Kengo Kōra (高良 健吾 Kōra Kengo?,  Kumamoto, Prefectura de Kumamoto, Japón, 12 de noviembre de 1987) es un actor japonés, afiliado a Ten Carat. Kōra ha ganado reconocimiento por sus papeles en películas como Sad Vacation de Shinji Aoyama, Hebi ni Piasu de Yukio Ninagawa, Tokio blues de Trần Anh Hùng, The Egoists de Ryūichi Hiroki, Byakuyako de Yoshihiro Fukagawa, The Millennial Rapture de Kōji Wakamatsu y más recientemente Shin Godzilla de Hideaki Anno. 

## Filmografía

### Películas
| Año  | Título                          | Papel               | Notas        |
| ---- | ------------------------------- | ------------------- | ------------ |
| 2006 | The Inugamis                    | Joven Sahei Inugami | Sin creditar |
| 2006 | Metro ni Notte                  |                     |              |
| 2006 | The Summer of Stickleback       | Sho Sugimoto        |              |
| 2007 | M                               | Minoru              |              |
| 2007 | Sad Vacation                    | Yusuke Mamiya       |              |
| 2007 | Fuckin' Runaway                 | Takeshi             |              |
| 2008 | Hebi ni Piasu                   | Ama                 |              |
| 2008 | 108                             | Junpei Sasaki       |              |
| 2009 | Antarctic Chef                  |                     |              |
| 2009 | The Crab Cannery Ship           |                     |              |
| 2009 | The Vulture                     |                     |              |
| 2009 | Fish Story                      | Goro                |              |
| 2009 | Zen                             |                     |              |
| 2010 | Tokio blues                     | Kizuki              |              |
| 2010 | The Lightning Tree              | Tomozo              |              |
| 2010 | Fireworks from the Heart        | Taro Suto           | Principal    |
| 2010 | Box!                            | Yūki                |              |
| 2010 | A Crowd of Three                |                     |              |
| 2010 | Solanin                         | Naruo Taneda        |              |
| 2010 | Bandage                         | Yukiya              |              |
| 2011 | The Egoists                     | Kazuhiko Ninomiya   | Principal    |
| 2011 | Tada's Do-It-All House          | Hoshi               |              |
| 2011 | Byakuyako                       | Ryoji Kirihara      | Principal    |
| 2012 | Signal                          | Reiji Urushida      |              |
| 2012 | Kueki Ressha                    | Shoji Kusakabe      |              |
| 2012 | Kitsutsuki to Ame               | Koichi Kishi        |              |
| 2012 | The Millennial Rapture          | Hanzō               | Principal    |
| 2013 | Yokomichi Yonosuke              | Yonosuke Yokomichi  | Principal    |
| 2013 | Roommate                        | Kensuke Kudo        |              |
| 2013 | Kiyoku Yawaku                   | Kazue Haruta        |              |
| 2013 | El cuento de la princesa Kaguya | Sutemaru            | Voz          |
| 2014 | Watashi no Otoko                | Ozaki               |              |
| 2015 | Itamu Hito                      | Shizuto Sakatsuki   | Principal    |
| 2015 | Miss Hokusai                    | Kuninao Utagawa     | Voice        |
| 2015 | Being Good                      | Tadashi Okano       | Lead role    |
| 2016 | Utsukushii Hito                 | Tamaya              |              |
| 2016 | Kako: My Sullen Past            | Yasunori            |              |
| 2016 | Bitter Honey                    | Ryūnosuke Akutagawa |              |
| 2016 | Shin Godzilla                   | Yusuke Shimura      |              |
| 2017 | Moon and Lightning              | Satoshi             | Lead role    |
| 2017 | Side Job                        | Miura               |              |

### Televisión
| Año  | Título                                           | Papel             | Cadena  | Notas       |
| ---- | ------------------------------------------------ | ----------------- | ------- | ----------- |
| 2011 | Ohisama                                          | Kazunari Maruyama | NHK     | Asadora     |
| 2012 | Crime and Punishment: A Falsified Romance        | Miroku Tachi      | WOWOW   | Principal   |
| 2015 | Hana Moy                                         | Takasugi Shinsaku | NHK     | Taiga drama |
| 2016 | Itsuka Kono Koi o Omoidashite Kitto Naite Shimau | Ren Soda          | Fuji TV | Principal   |
| 2016 | Beppin san                                       | Kiyoshi Nogami    | NHK     | Asadora     |
| 2017 | Seirei no Moribito                               | Raul              | NHK     |             |
| 2018 | Bye Bye, Black Bird                              |                   | Wowow   | Principal   |